# Falls Motor Corporation
Falls Motors Corporation, vorher Falls Machine Company, war ein US-amerikanischer Hersteller von Motoren und Automobilen.

## Unternehmensgeschichte

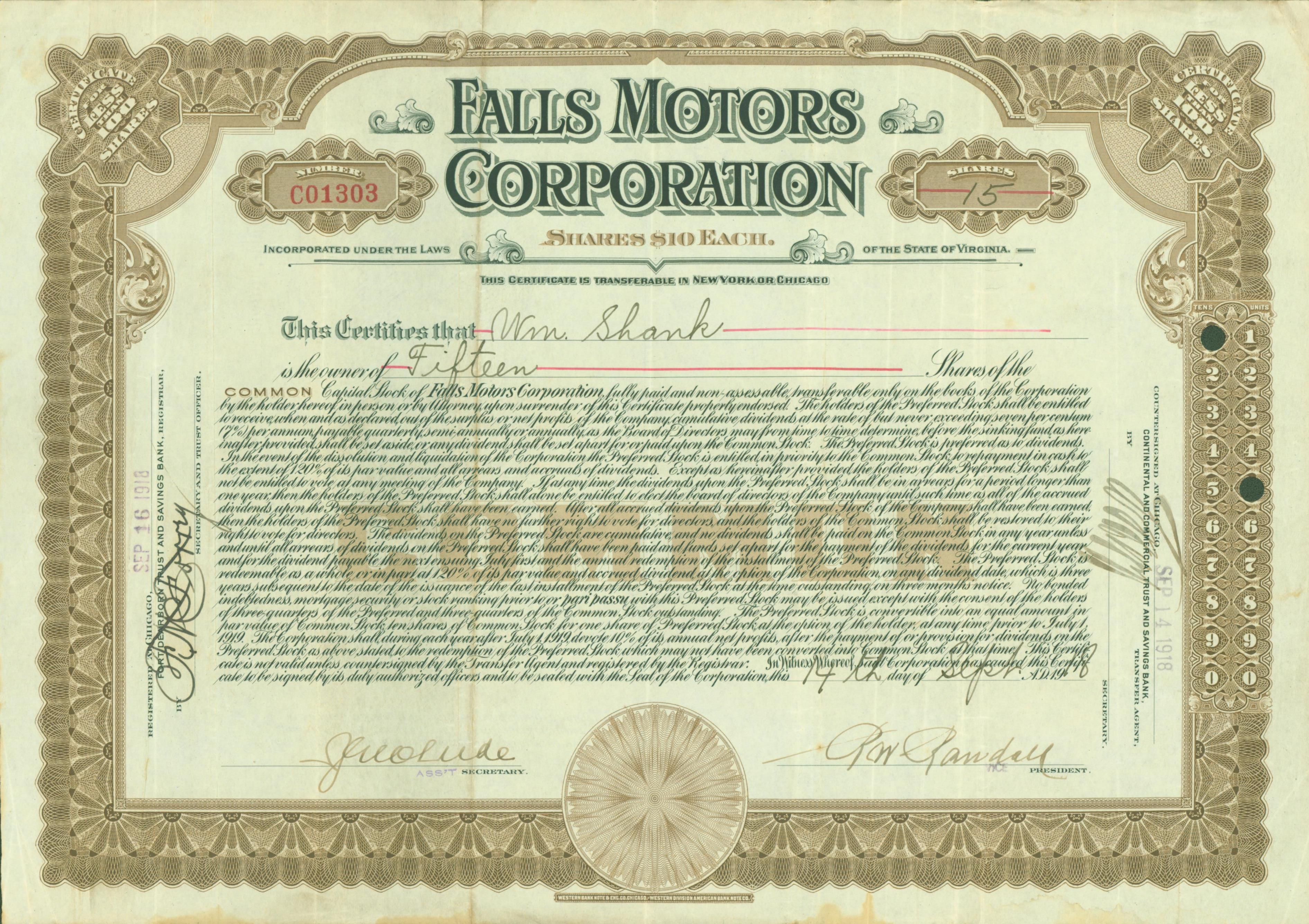
Aktie der Falls Motors Corp. vom 14. September 1918

Die Falls Machine Company wurde 1901 in Sheboygan Falls in Wisconsin gegründet. Zunächst stellte sie Fräsmaschinen und anderen Maschinen für die Holzbearbeitung her. Ab 1908 wurde ein Einzylindermotor entwickelt, der als Industriemotor oder für landwirtschaftliche Zwecke genutzt wurde. Montgomery Ward war Großabnehmer. Ein paar Jahre später kamen Ottomotoren für Automobile dazu. Etwa zu der Zeit erfolgte die Umfirmierung in Falls Motors Corporation. Der bisherige Produktionsbereich wurde an die Jenkins Machinery Company abgegeben. Die Motoren wurden an verschiedene Automobilhersteller geliefert, die selber keine Motoren herstellten. 1921 und 1924 entstanden auch einige Automobile. Der Markenname lautete Falls. Da viele kleine Automobilhersteller in den 1920er Jahren aufgeben mussten, war das Geschäft rückläufig. Ende 1924 wurde alles verkauft, darunter auch das Fabrikgebäude an Jenkins.

## Produkte

### Fahrzeugmotoren
Bis 1923 entstanden ausschließlich Vier- und Sechszylindermotoren. 1923 wurde dann ein Achtzylinder-Reihenmotor eingeführt.
Abnehmer der Motoren waren: Apperson Brothers Automobile Company, Champion Motors Corporation, Courier Motors Company, Dort Motor Car Company, Elgin Motors, Farner Motor Car Company, Fremont Motors Corporation, Gardner Motor Company, Grant Motor Car Corporation, Gray-Dort Motors, Handley Motors, Henney Motor Company, Hollier Automobile Company, Kelsey Motor Company, Maibohm Motors Company, Moon Motor Car Company, Ogren Motor Car Company, Preston Motors Corporation und Velie.
Zum Motorentyp X-9000, den Courier verwendete, sind folgende Daten bekannt: Sechszylinder-Reihenmotor, 79,375 mm Bohrung, 107,95 mm Hub, 3205 cm³ Hubraum, zwei Ventile pro Zylinder und etwa 45,6 PS Leistung.
Für einen Premocar von Preston ist der Motortyp XP mit den gleichen Abmessungen überliefert.
Alter verwendete einen Sechszylindermotor mit 76,2 mm Bohrung und 2954 cm³ Hubraum.

### Fahrzeuge
Die Fahrzeuge von 1921 hatten ein überarbeitetes Fahrgestell von Elgin Motors sowie einen eigenen Motor. Die Karosserieform Roadster ist überliefert.
1924 entstand ein Fahrzeug mit dem eigenen Achtzylindermotor. Es war ursprünglich vermutlich ein Tourenwagen oder eine Limousine. Noch vor dem Zweiten Weltkrieg wurde es in einen Rennwagen umgebaut. Das Fahrzeug existiert noch.